# Анатолій Гургула
о. Анатолій Гургула (1905, с. Томашівці — 27 лютого 1980, с. Томашівці, нині Калуського району Івано-Франківської області) — український священник, слуга Божий української греко-католицької церкви.

## Життєпис
Навчався у Львівській гімназії та духовній академії (1932). Парох у селах Нараїв, Золотники, м. Підгайцях, Убині (Львівська область), Томашівці.
Після ліквідації греко-католицької церкви радянською владою, о. Анатолій продовжував служити підпільно. Напередодні загибелі до о. Анатолія прийшли якісь люди, нібито з привітом від брата Ярослава, котрий втік буцімто з-під арешту до Аргентини. Розмовами вони приспали пильність о. Анатолія, а далі повели мову про віру, переконання, яких старий священик не вмів приховати. Тоді ж отця разом з дружиною Іриною було піддано жорстоким тортурам. Незабаром після цього візиту, у ніч з 26 на 27 лютого 1980 року, оселя Гургулів спалахнула пекельним вогнем. Подружжя Гургулів загинули, а хата вигоріла дотла. Щодо брата, о. Ярослава Гургули, то його останки виявили у 1990-х роках у горезвісному урочищі Дем'янів лаз під Івано-Франківськом, де радянські каральні органи розстрілювали інакодумців. 

### Беатифікаційний процес
Від 2001 року триває беатифікаційний процес прилучення о. Анатолія Гургули до лику блаженних.